# كورييلتوفي
كان الكورييلتوفي (ويُعرفون أيضًا باسم الكوريتاني و الكورييلتافي) قبيلة قلطية سكنت بريطانيا قبل الغزو الروماني، ثم أصبحت تُشكّل وحدة إدارية (سيفيتاس) في بريطانيا الرومانية. كانت أراضيهم تقع في ما يُعرف اليوم بمنطقة ميدلاند الشرقية إنجلترا. جاورهم من الشمال بريجانتس، ومن الغرب الكورنوفي، ومن الجنوب الدووبني والكاتوفيلاوني، ومن الشرق الآيسيني. وكانت عاصمتهم تُعرف باسم ‘’‘راتاي كورييلتوفوروم’’’، وهي المدينة التي تُعرف اليوم بـليستر.

## العصر الحديدي المتأخر
كان الكورييلتوفي شعبًا يعتمد إلى حد كبير على الزراعة، ولم يكن لديهم العديد من المواقع المحصنة بقوة أو دلائل واضحة على وجود حكومة مركزية. ويبدو أنهم كانوا اتحادًا فضفاضًا يتكوّن من مجموعات قبلية صغيرة تتمتع بحكم ذاتي.منذ بداية القرن الأول الميلادي، بدأوا في سكّ عملات معدنية منقوشة، تضمنت معظمها اسمَين، وأظهرت إحدى السلاسل ثلاثة أسماء، ما يشير إلى وجود أكثر من حاكم. أما الأسماء على أقدم العملات فكانت مختصرة بشكل كبير يصعّب تحديد هويتها. لاحقًا، ظهرت عملات تحمل اسم فوليسيوس، الذي يُعتقد أنه كان الملك الأسمى للمنطقة، إلى جانب أسماء ثلاثة ملوك فرعيين مفترضين هم: دومنكوفيروس، دومنوفيلانوس، وكارتيفيليوس، وذلك في ثلاث سلاسل ضُربت نحو عام 45م. كان للكورييلتوفي دار سكّ مهمة، وربما مركز قبلي، في بلدة سليفورد.
| ستاتر ذهبي باهت من سكّة الكورييلتوفي                             | ستاتر ذهبي باهت من سكّة الكورييلتوفي |
| --------------------------------------------------------------- | ----------------------------------- |
|                                                                 |                                     |
| الوجه: رمز حصان ونقوش                                           | الخلف: رمز حزمة قمح                 |
| ستاتر عُثر عليه بالقرب من والكنغتون، ويُعرض الآن في متحف يوركشاير |                                     |

في عام 2000، أدى اكتشاف كنز هالاتون إلى مضاعفة العدد الإجمالي للعملات المعروفة من سكّة الكورييلتوفي. وفي عام 2014، عُثر على 26 قطعة نقدية ذهبية وفضية من عملاتهم في كهف "مطبخ رينارد" في ديربيشير.كما عُثر على عملات منسوبة إلى الكورييلتافي في لانغويد بجزيرة أنغليسي في ويلز، حيث اكتشف هاةٍ للكشف عن المعادن خمس عشرة قطعة ذهبية من نوع ستاتر، وذلك بين يوليو 2021 ومارس 2022.

## العصر الروماني
لا توجد أدلة كثيرة على أن الكورييلتوفي قدّموا مقاومة تُذكر للحكم الروماني؛ إذ سقطت الإمبراطورية الرومانية حوالي عام 44م، وقد تكون قد استُخدمت كموقع لحامية رومانية. مرّت عدة طرق رومانية رئيسية عبر أراضيهم، منها طريق فوس وشارع واتلينغ وشارع إرمين.[بحاجة لمصدر]

## اسم
تظهر أسماؤهم في جغرافيا بطليموس بالقرن الثاني الميلادي بصيغتي كوريتاني وكوريتافي. لكن رَافِنّا كوزموغرافي (رسم خرائط من العصور الوسطى) يذكر اسم عاصمتهم بصيغة مشوهة إلى حد ما هي راتي كورايون إيلتافوري، بينما عُثر على قرميد مُنقوش في تشرتشوفير يحمل اسم المنطقة الإدارية سيفيتاس كوريلتاوفوروم، مما يؤكد أن الشكل الصحيح للاسم هو كوريلتاوفي .  
قام مانلي بوب، مترجم قديم لسجل ويلزي يُدعى بروت برينهينيدد (Brut y Brenhinedd)، بربط قبيلة الكوريتاني المذكورة في المصادر الرومانية بالعرق السحري المعروف باسم كورانياد في قصة ويلزية قديمة تسمى لود ولليفليس ، لكن هذه الفرضية لا تحظى بدعم اللغويين التاريخيين المعاصرين.
وفي العصر الحديث، تبنّى نادي ألعاب القوى في ليستر اسمهم تحت مسمى ليستر كوريتانيان A.C.

## راكبة الثيران في بارنيتبي
في عام 2016، عثر هاوٍ للكشف عن المعادن على تمثال صغير لامرأة تمتطي ثورًا في حقل بمدينة بارنيتبي لو وولد بمقاطعة لينكولنشاير. تم تسليم القطعة إلى مشروع الآثار المحمولة التابع للمتحف البريطاني، وأكد الخبراء أهميتها الإقليمية. قال آدم ستيبلز من دار مزادات عملات إسيكس إن هذا التمثال يُعتبر على الأرجح المثال الوحيد المسجل لتمثال امرأة تركب ثورًا، ويُعتقد أنه يعود إلى أوائل القرن الأول الميلادي..  بيع التمثال في مزاد علني مقابل 7,800 جنيه إسترليني في 9 نوفمبر 2022. 